# OpenStep
OpenStep — объектно-ориентированный интерфейс программирования приложений (API) для объектно-ориентированных операционных систем, которые используют любую современную операционную систему в качестве ядра. Разработан в 1994 году компаниями Sun Microsystems и NeXT. 
OPENSTEP (заглавными буквами) — конкретная реализация OpenStep API от NeXT. Изначально OPENSTEP работал на NeXTSTEP, позже появились версии для Solaris и Windows NT.

## GNUstep
GNUstep — свободная реализация программного обеспечения от NeXT, которая началась во время NeXTSTEP, но предшествовала OPENSTEP. Хотя OPENSTEP и OSE были приобретены компанией Apple, которая фактически прекратила коммерческую разработку OpenStep для других платформ, GNUstep является постоянным проектом с открытым исходным кодом, направленным на создание переносимой, свободной реализации библиотек Cocoa/OPENSTEP.
GNUstep также имеет полнофункциональную среду разработки, в нем реализованы некоторые нововведения Cocoa framework из macOS, а также собственные расширения для API.